# Venturada
Venturada est une commune de la communauté de Madrid, en Espagne.

## Personnalités liées à la commune
- Nieves Torres, femme politique, militante du Parti communiste d'Espagne (PCE), prisonnière politique de la dictature franquiste pendant plus de 16 ans, est née dans la commune[1].